# Burg Saint-Pierre (Aude)
Die Burg Saint-Pierre (französisch Château de Saint-Pierre) ist die Ruine einer mittelalterlichen Höhenburg auf einer Anhöhe direkt neben dem kleinen Dorf Fenouillet im Département Pyrénées-Orientales. Die Anlage wurde treppenförmig an den Berghang gebaut. Erhalten sind Teile der Außenmauern, ein Gewölbekeller im Inneren der Burg, sowie Mauerreste der Innengebäude. 
In direkter Nachbarschaft befinden sich die Burgruinen Sabarda und Castel Fizel.